# Metaalvlinder
De metaalvlinder (Adscita statices) is een dagactieve nachtvlinder uit de familie Zygaenidae (bloeddropjes).

## Kenmerken
Het is een kleine vlinder met een vleugellengte van 12 tot 16 millimeter. De vleugels hebben een metallic groene of blauwe kleur.

## Verspreiding en leefgebied
De vlinder komt in Nederland en België voor en heeft als leefgebied matig vochtige zandgrond, waar zijn waardplanten, diverse zuringsoorten zoals onder andere veldzuring (Rumex acetosa) en schapenzuring (Rumex acetosella) voorkomen. De vliegtijd is van half mei tot en met begin augustus.